# Joseph Silvio Max Piccolomini
Joseph Silvio Piccolomini, „genannt Max“, bzw. Don Giuseppe Silvio Piccolomini (* 1623; † 6. März 1645 bei Jankov) war Patrizier von Neapel und Siena. Er diente später in einem kaiserlichen Kürassierregiment.

## Biographie
Er war das vierte Kind von Don Giovanni Piccolomini, Baron von Scafati, und der Gerolama Lofredo; er stammte damit aus dem Zweig der Piccolomini, Grafen von Celano, und war nicht – wie Weyhe-Einke noch 1870 glaubte – ein direkter Neffe des kaiserlichen Generals Ottavio Piccolomini. Dieser hatte Joseph Silvio Max Piccolomini nach dem frühen Tod seines Vaters adoptiert und als seinen Erben vorgesehen. Zu der Erbschaft kam es jedoch nicht, da Joseph Silvio „Max“ noch zu Lebzeiten Octavios in der Schlacht bei Jankau fiel. Nach anderer Quelle soll er nach der Schlacht in Gefangenschaft ermordet worden sein.
Von ihm leitet sich die ansonsten fiktive Figur des Oberst Max Piccolomini in Schillers Wallenstein her, der als Octavios Sohn um die Tochter Wallensteins wirbt, während der Vater gegen diesen intrigiert. Im Mittelteil der Trilogie, Die Piccolomini, spielen Vater und Sohn die Hauptrollen.